# Petro Linynski
Petro Linynski (ur. 19 lipca 1846 w Linyńcach Małych, zm. 18 sierpnia 1914 w Dołynie) – ukraiński prawnik, działacz społeczny, poseł do Sejmu Krajowego Galicji V kadencji.
Radca sądu w Nowym Sączu. Był organizatorem bursy dla łemkowskiej młodzieży uczącej się w nowosądeckim gimnazjum, oraz założycielem koła Proswity w Nowym Sączu.